# Vino SKO
L'equip Vino SKO (codi UCI: VSM) és un equip ciclista professional kazakh, que competeix des del 2014. Té categoria continental.

## Principals resultats
- Tour de les Filipines: Oleg Zemlyakov (2016)
- Tour de Tailàndia: Ievgueni Guiditx (2017)

## Classificacions UCI

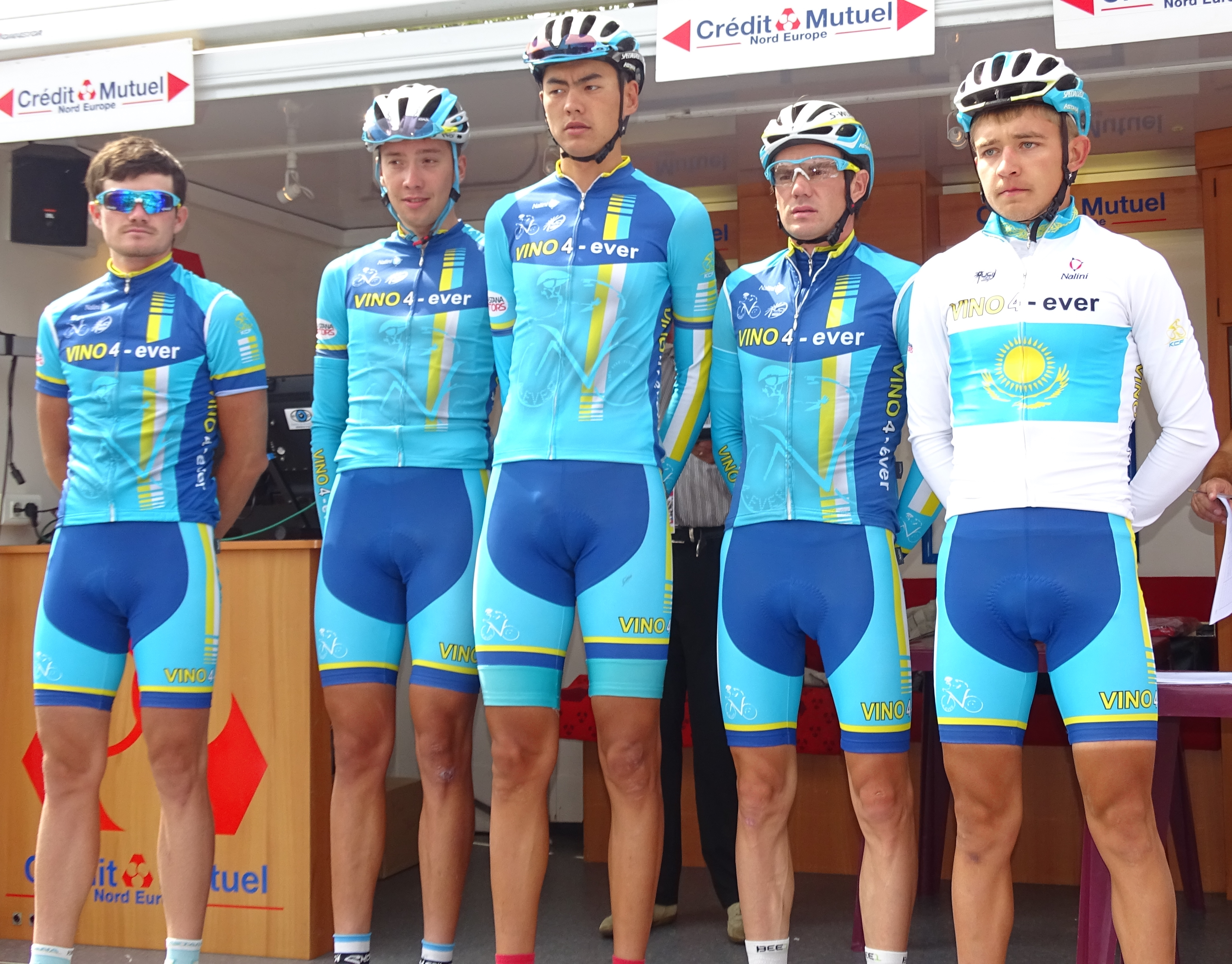
L'equip al 2015

L'equip participa en les proves dels circuits continentals i principalment en les curses del calendari de l'UCI Europa Tour i UCI Àsia Tour.
UCI Àsia Tour
| Temporada | Classificació per equips | Millor ciclista en la classificació individual |
| --------- | ------------------------ | ---------------------------------------------- |
| 2014      | 27è                      | Oleg Zemlyakov (53è)                           |
| 2015      | 15è                      | Oleg Zemlyakov (40è)                           |
| 2016      | 4t                       | Yevgeniy Gidich (24è)                          |
| 2017      | 12è                      | Yevgeniy Gidich (5è)                           |
| 2018      | 11è                      | Stepan Astafyev (12è)                          |
| 2019      | 6è                       | Vadim Pronskiy (7è)                            |
| 2020      | 3r                       | Yevgeniy Fedorov (2n)                          |
| 2021      | 2n                       | Nurbergen Nurlykhassym (27è)                   |
| 2022      | 27è                      | Ilkhan Dostiyev (97è)                          |

UCI Europa Tour
| Temporada | Classificació per equips | Millor ciclista en la classificació individual |
| --------- | ------------------------ | ---------------------------------------------- |
| 2014      | 116è                     | Aleksandr Shushemoin (186è)                    |
| 2015      | 63è                      | Oleg Zemlyakov (131è)                          |
| 2016      | 101è                     | Aleksandr Xuixemoin (867è)                     |
| 2017      | 114è                     | Nikita Sokolov (962è)                          |
| 2018      | 102è                     | Alexandr Ovsyannikov (802è)                    |

El 2016 la Classificació mundial UCI passa a tenir en compte totes les proves UCI. Durant tres temporades existeix paral·lelament amb la classificació UCI World Tour i els circuits continentals. A partir del 2019 substitueix definitivament la classificació UCI World Tour.
| Temporada | Classificació per equips | Millor ciclista en la classificació individual |
| --------- | ------------------------ | ---------------------------------------------- |
| 2016      | -                        | Yevgeniy Gidich (305è)                         |
| 2017      | -                        | Yevgeniy Gidich (187è)                         |
| 2018      | -                        | Stepan Astafyev (274è)                         |
| 2019      | 69è                      | Vadim Pronskiy (333è)                          |
| 2020      | 47è                      | Yevgeniy Fedorov (174è)                        |
| 2021      | 90è                      | Nurbergen Nurlykhassym (882è)                  |
| 2022      | 168è                     | Ilkhan Dostiyev (1.307è)                       |